# Cypřišek zeravovitý
Cypřišek zeravovitý (Chamaecyparis thyoides) je stálezelený jehličnatý strom z čeledi cypřišovitých. Je jedním ze dvou druhů cypřišků vyskytujících se v Severní Americe; třetí (cypřišek nutkajský) je aktuálně řazen do jiného rodu. Je rozšířen na východě a jihovýchodě Spojených států, kde vyrůstá v močálech a bažinných lesích.

## Popis

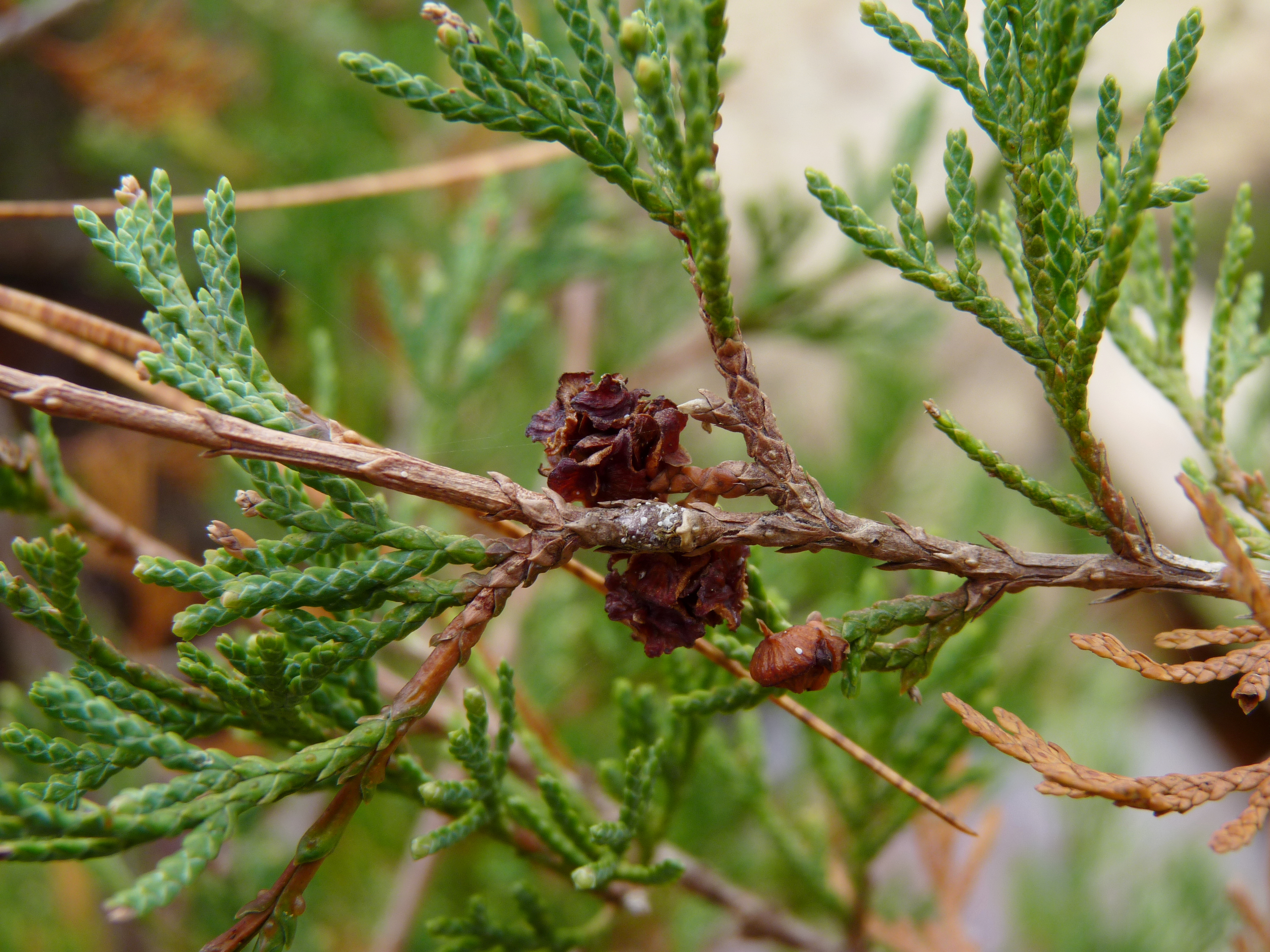
Detail olistění a šištic – subsp. henryae

Stálezelený, jednodomý, dosti dlouhověký strom, který dosahuje výšky 20 až 28 metrů a průměru ve výšce prsou 80 až 150 centimetrů. Kořeny jsou mělce rozložené, proto je náchylný k vývratům větrem. Tmavě hnědočervená kůra je na mladých jedincích tenká a hladká, na starších až 5 cm silná a nepravidelně rýhovaná. Větvičky se z hlavních větví vějířovitě rozprostírají. Listy jsou šupinovité, špičaté a dorůstají asi 2 milimetrů, báze předních listů jsou často zakryty špičkami zadních listů.
Tmavě hnědé samčí šištice dorůstají velikosti 2 až 4 milimetrů a obsahují žluté pylové váčky. Samičí šišky jsou nepravidelně kulovitého tvaru o průměru 4 až 9 milimetrů. V době zralosti mají modrozelenou až modrofialovou až červenohnědou barvu. Každá šiška se skládá ze šesti až deseti šupin, z nichž každá nese jedno až dvě semena. Křídlatá semena jsou velká 2 až 3 milimetry.
Existují dvě morfologicky i geograficky odlišené varianty, pojímané na různých taxonomických úrovních, většinou jako poddruh či varieta.
- Chamaecyparis thyoides subsp. thyoides: Listy a nezralé šištice jsou obvykle modrozelené, šištice dozrávají do tmavě hnědočerné barvy; lícní listy jsou ploché, nejsou rýhované, ale mají viditelné žlázky. Roste v severní části areálu okolo atlantického pobřeží.
- Chamaecyparis thyoides subsp. henryae: Listy a nedospělé šišky zelené, nelesklé; šišky dozrávají do světle hnědé barvy; lícní listy s podélným hřebenem s méně zřetelnými žlázkami nebo bez nich. Roste na jihu areálu okolo Mexického zálivu.

## Rozšíření a ekologie
Cypřišek zeravovitý roste do vzdálenosti 100 mil od pobřeží a ve výšce menší než 50 m nad mořem, na většině východního pobřeží (např. v oblasti Pine Barrens), na Floridě a na pobřeží Mexického zálivu. Vzácné populace rostou v podhůří Appalačského pohoří, kde se strom může vyskytovat až do výšky 460 m nad mořem.
Roste téměř výhradně ve sladkovodních mokřadech a je považován za obligátní mokřadní druh. Dává přednost stanovištím, kde je půda alespoň po většinu vegetačního období nasycena vodou. Půdy v těchto oblastech mají silnou organickou vrstvu, často klasifikovanou jako histický povrchový horizont, s písčitým materiálem ve větších hloubkách a špatným odvodněním. Mokřady s cypřiškem zeravovitým jsou kyselé a v půdě je uloženo málo kyslíku, protože voda vytěsnila vzduch. Rostliny, které žijí v tomto prostředí, musí být na takové podmínky speciálně přizpůsobeny.
Samotné stromy rostou na malých kopečcích, v jejichž okolí se v prohlubních hromadí voda. Díky tomu není strom celoročně pod vodou a je chráněn před povodněmi. Stromu prospívají pravidelné požáry nízké intenzity, které vystavují semenáčky slunečnímu záření a omezují konkurenci ostatních rostlin, zejména javoru červeného. Příliš časté nebo intenzivní požáry či záplavy však poškozují jak semenáčky zakořeněné ve svrchní vrstvě půdy, tak i vzrostlé stromy.
Nejčastějšími stromy rostoucími společně s cypřiškem zeravovitým jsou v celém areálu javor červený a tupela lesní (Nyssa sylvatica). V mokřadech také často rostou mechy rodu Sphagnum; slouží jako úložiště uhlíku, protože mají schopnost vytvářet rašelinu. Na jehlicích cypřišku se živí housenky motýla ostruháčka Hesselova (Callophrys hesseli). 

## Využití
Druh má dílčí význam v zahradnictví, kde bylo vyšlechtěno několik kultivarů s různým tvarem koruny, rychlostí růstu a barvou listů. Mezi ně patří 'Aurea' (žluté olistění), 'Heatherbun' (zakrslý, v zimě fialový), 'Andelyensis' (zakrslý, husté olistění), 'Ericoides' (juvenilní jehlicovité olistění) a 'Glauca' (výrazně sivé olistění). Na některých místech, zejména v Mobile County v Alabamě, se strom pěstuje jako vánoční stromek.
Jeho dřevo je odolné proti hnilobě a deformacím při různých teplotách a vlhkosti. Nejčastějším využitím dřeva je řezivo, pro jehož výrobu je obvykle zapotřebí 70 let růstu od vyklíčení po sklizeň. Může být použito při stavbě domů nebo jako střešní šindel, protože je lehké, ale postupem času bylo nahrazeno levnějšími a ohnivzdornějšími materiály, jako je asfalt. Díky trvanlivosti jádrového dřeva je oblíbené pro použití jako venkovní obložení a méně odolná běl se používala pro vnitřní povrchové úpravy. Dříve se používalo také při stavbě lodí, k tomu je však zapotřebí mnohem starších a větších stromů. Severní Karolína je největším producentem řeziva pro stavbu lodí, protože se zde nachází největší počet starých lesů. K dalším způsobům využití patří ploty, telefonní a elektrické sloupy, dřevěné výrobky, vábničky na kachny, trávníkový nábytek a vánoční stromky.

## Ohrožení a ochrana
Změněný požární režim, těžba dřeva a odvodňování mokřadů mimo několik chráněných oblastí přispěly k celkovému poklesu  početnosti a zmenšení areálu cypřišku. V Georgii a New Yorku je tento strom uveden jako vzácný, v Maine jako zvláště ohrožený a v Pensylvánii jako vyhynulý.
Ačkoli tento strom není na seznamu ohrožených druhů, mokřady s cypřiškem zeravovitým jsou považovány za celosvětově ohrožený ekosystém.

## Galerie

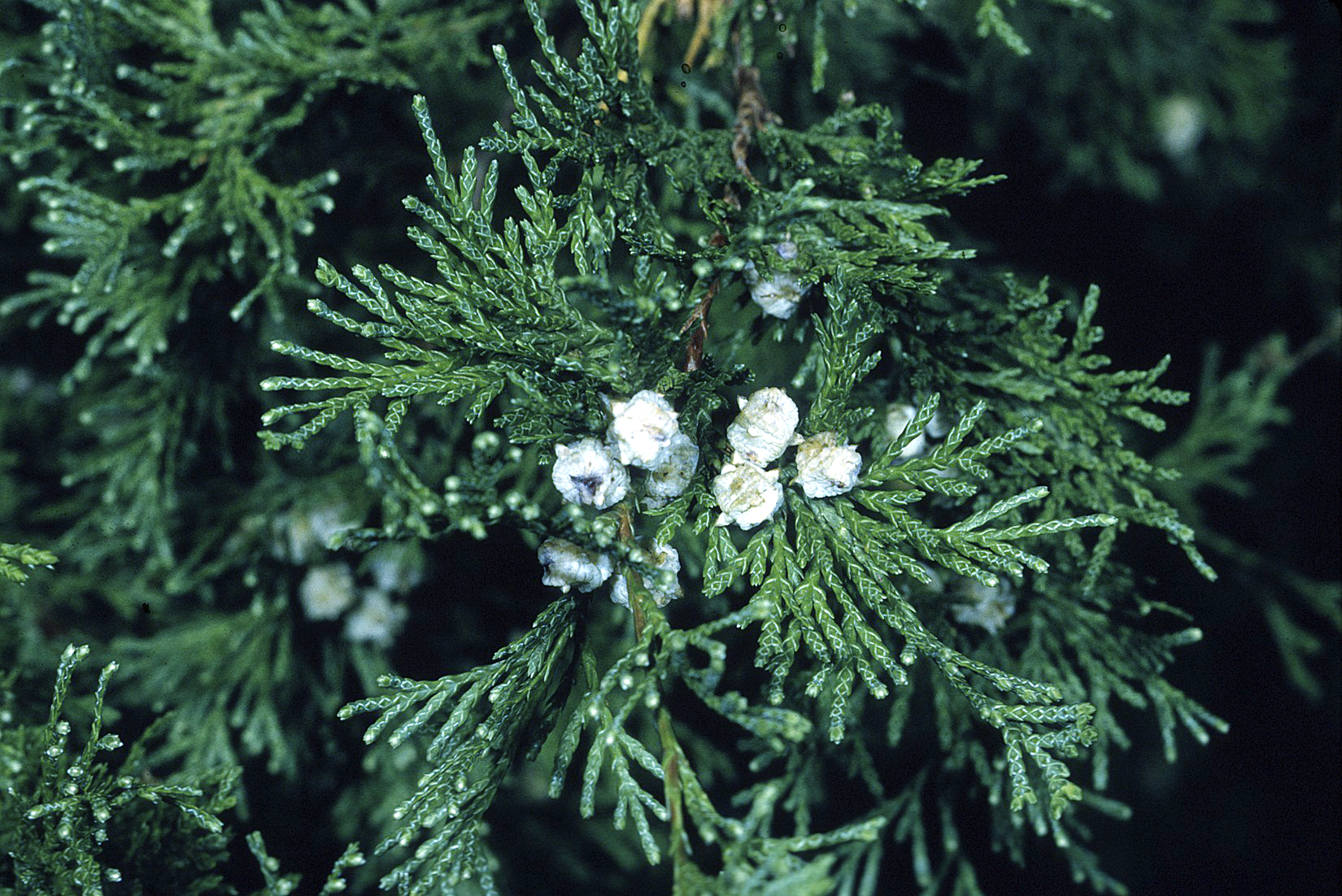
Jehlice a zrající samičí šišky nominátního poddruhu
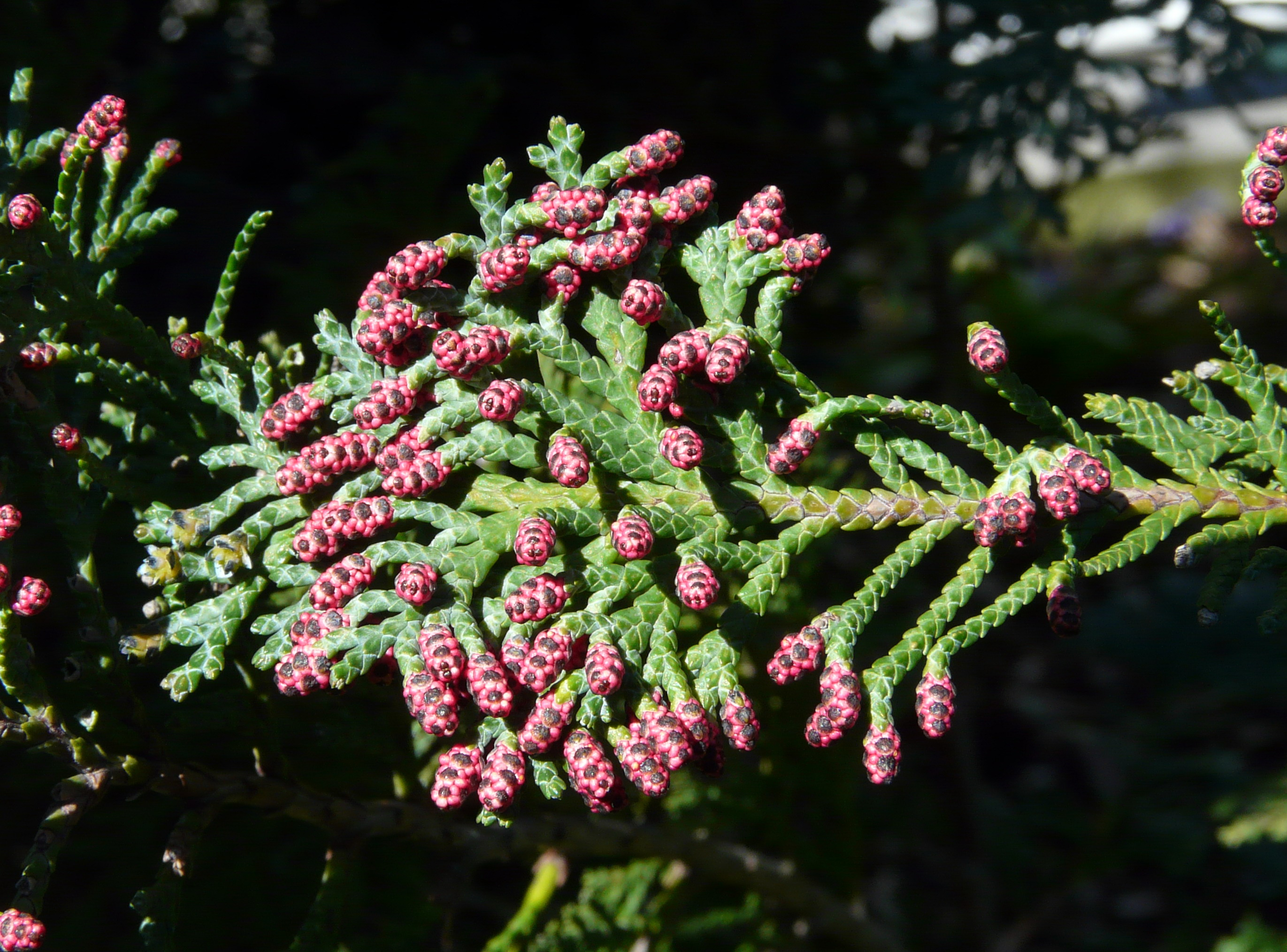
Samčí šištice
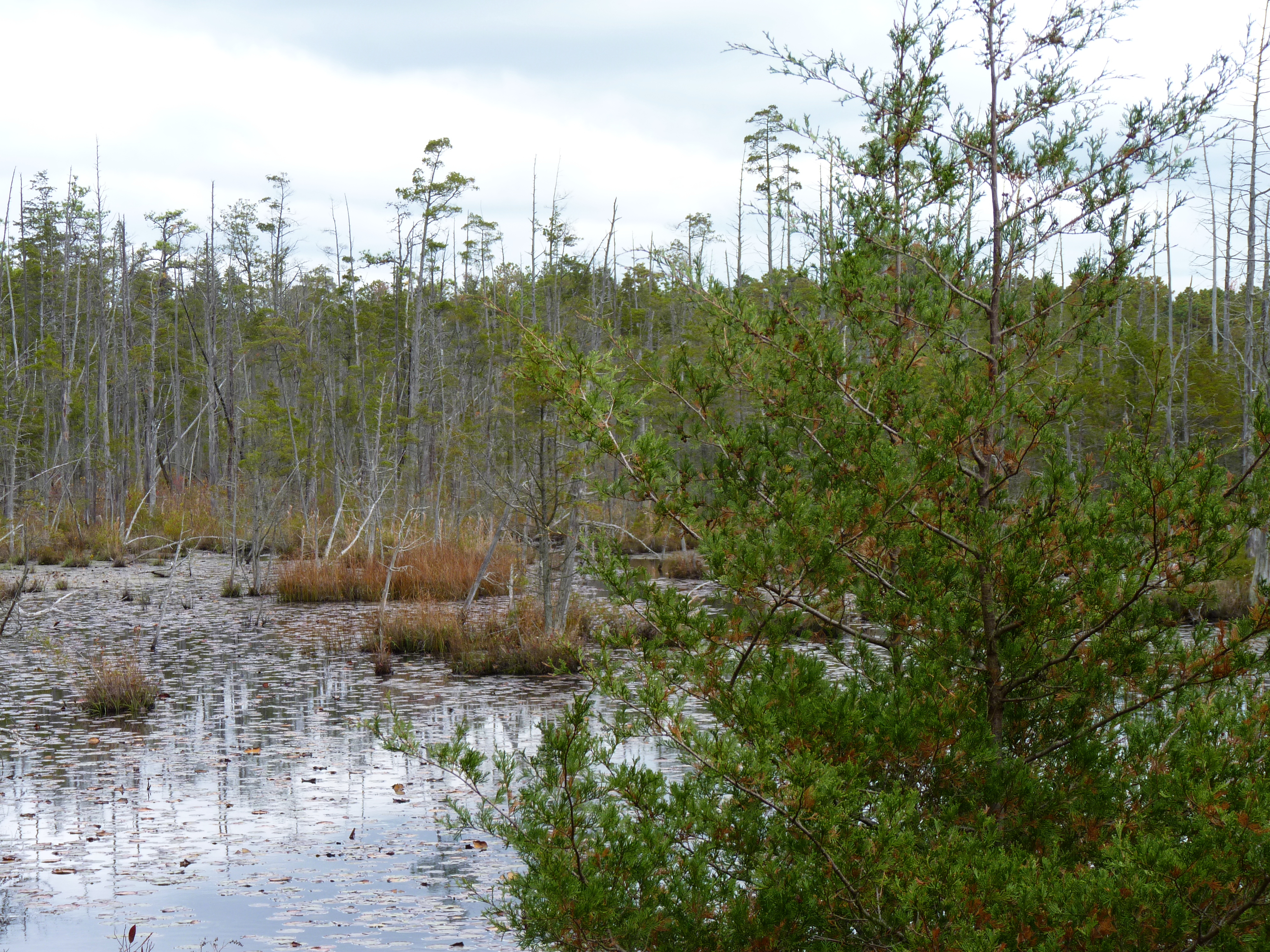
Mladý cypřišek na přirozeném stanovišti
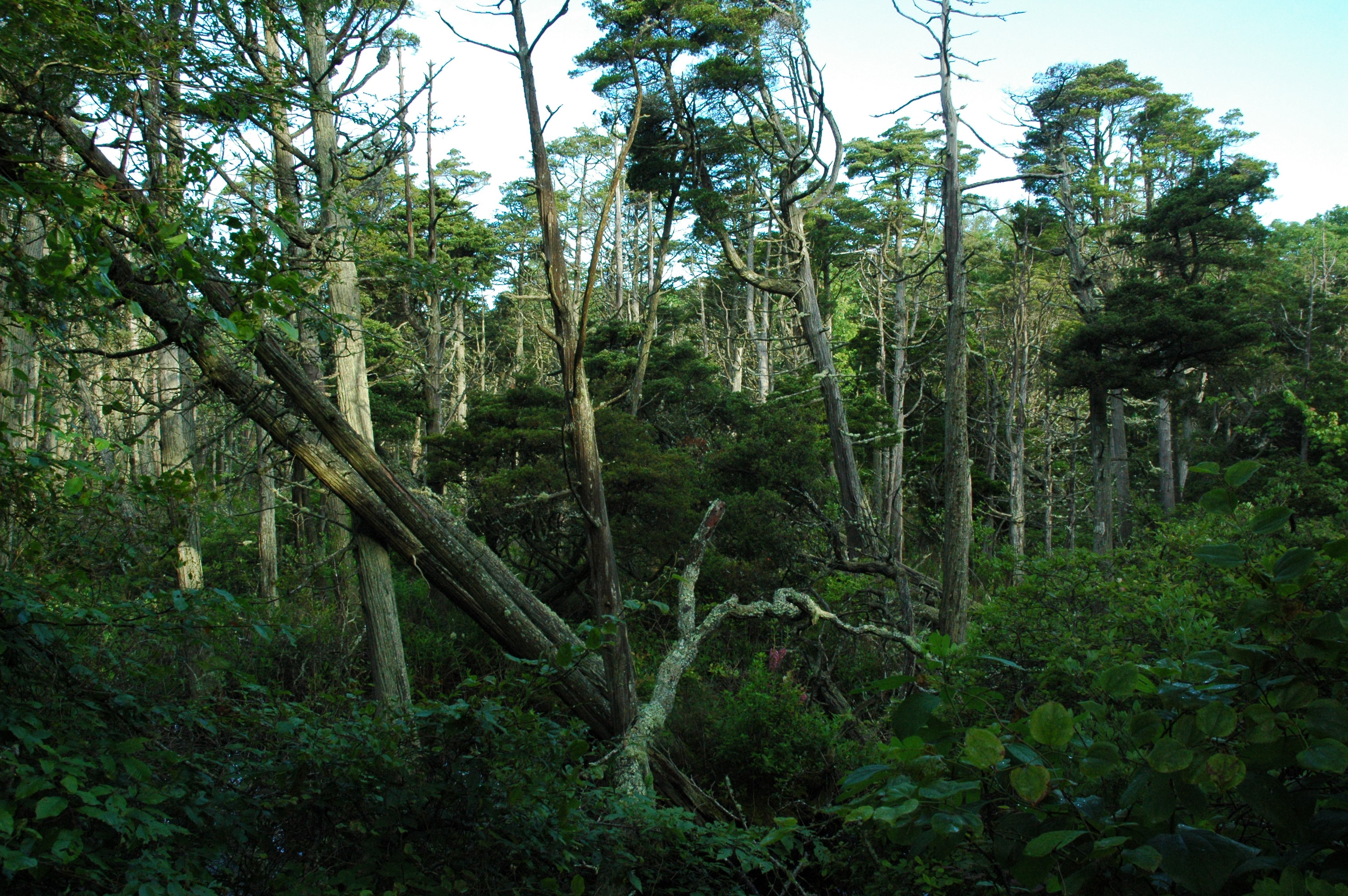
Les cypřišků zeravovitých v Massachusetts
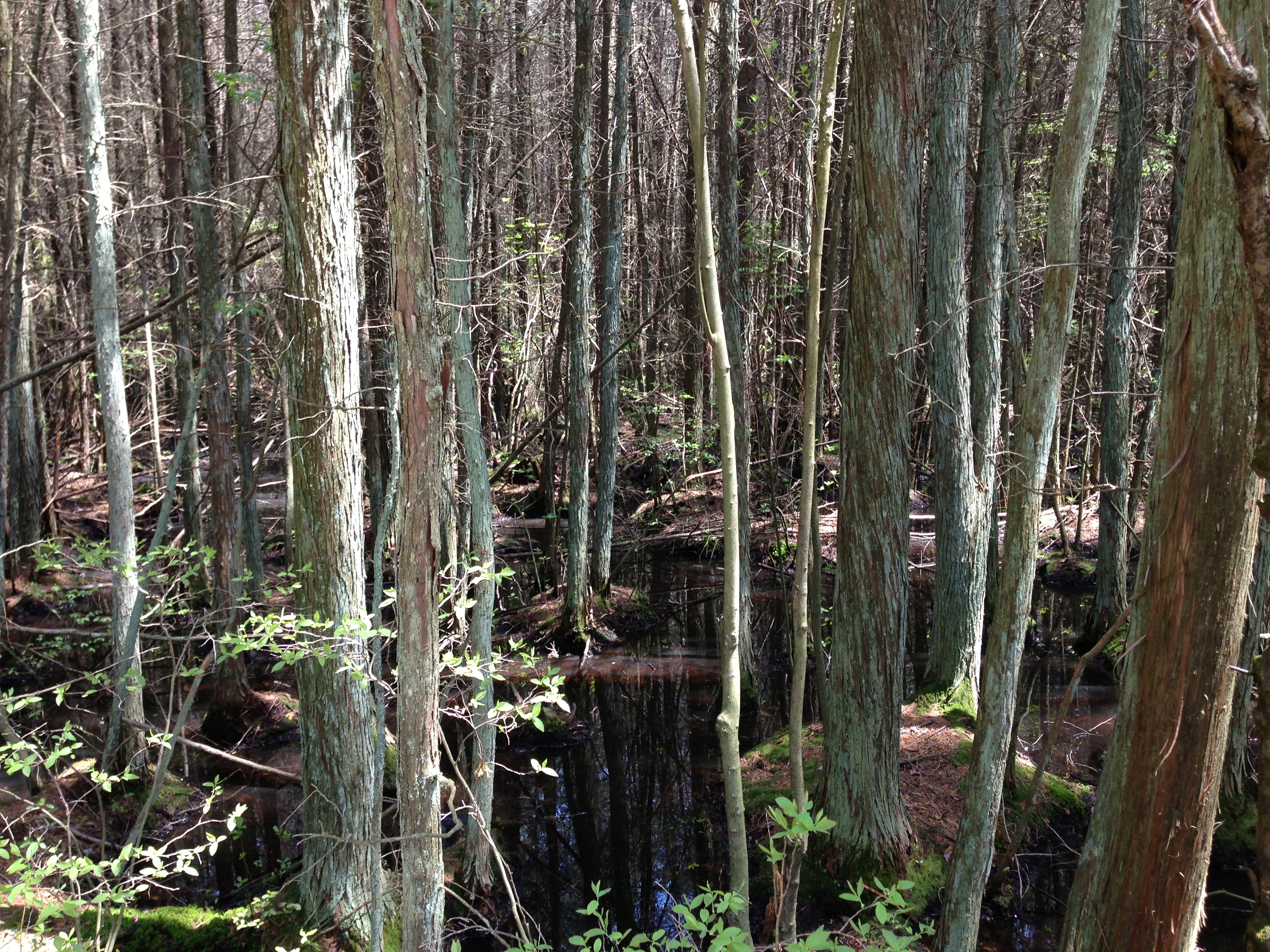
Pohled do nitra cypřiškového porostu